# Mateu Espinalt i Bajona
Mateu Espinalt i Bajona va ser un agricultor i polític manresà. Conegut militant d'Esquerra Republicana de Catalunya, fou elegit regidor per aquest partit a les eleccions municipals del 1934. A l'acabar la guerra fou condemnat a 6 anys i un dia de presó per "auxilio a la rebelión"